# بن هدلی
بن هدلی (انگلیسی: Ben Hadley؛ 1871 – ۱۹۳۷ (۶۵−۶۶ سال)) بازیکن فوتبال بود.
از باشگاه‌هایی که در آن بازی کرده‌است می‌توان به باشگاه فوتبال وست برومویچ آلبیون اشاره کرد.